# Podarcis raffonei
Podarcis raffonei — вид стінних ящірок родини Справжні ящірки (Lacertidae). Вид є ендеміком Ліпарських островів поблизу Італії.

## Етимологія
Назва роду походить від грец. ποδαρκής = швидконогий, а видовий епітет походить від прізвища Раффоне, дошлюбне прізвище дружини першовідкривача.

## Опис
Це невелика ящірка, довжиною до 25 см, дуже схожа на Podarcis siculus; вони розрізняються забарвленням, як правило, P. raffoneae більш темний, хоча і вкрай мінливий, а також іншими ознаками, такими як присутність незначних плям під горло.

## Живлення
Це в першу чергу комахоїдний вид, який живиться жуками і осами; протягом літа, коли кількість жертв зменшується, дієта також включає в себе рослинну їжу.

## Розмноження
Це вид яйценосний, буває дві-три кладки на рік. Самиця відкладає від 4 до 8 яєць, ембріональний розвиток триває близько 2 місяців.

## Розповсюдження
Ареал цього виду обмежується Ліпарськими островами і розділений на чотири ізольованих і відносно віддалених один від одного популяції, розташованих на острові Вулькано, і трьох невеликих островах: Стромболі, Філікуди і Саліна